# ПП-93
ПП-93 — российский пистолет-пулемёт. 

## История
ПП-93 был разработан в начале 1990-х годов. После завершения испытаний первых образцов, в 1994 году началось их серийное производство.

## Конструкция
По сути, является упрощенной «складной» версией пистолета-пулемёта ПП-90 с незначительно изменённой геометрией деталей. По сравнению с прототипом, отличается надёжностью, несколько большим удобством в обращении и лучшим балансом.
ПП-93 отличается предельно простой и технологичной конструкцией. Автоматика пистолета-пулемёта основана на использовании энергии отдачи свободного затвора. Ударно-спусковой механизм куркового типа, позволяющий вести стрельбу одиночными выстрелами и непрерывными очередями.
Подача патронов осуществляется из двухрядных коробчатых магазинов ёмкостью 20 либо 30 патронов, при этом 20-патронный магазин полностью помещается в рукояти. Для повышения устойчивости при стрельбе пистолет-пулемёт снабжен прикладом, складывающимся поверх ствольной коробки.
Ствольная коробка прямоугольной формы, выполнена штамповкой из стального листа. К ствольной коробке присоединены пистолетная рукоять (которая служит приемником магазина) и откидной металлический приклад. Рукоятью заряжания служит подвижная деталь в передней нижней части ствольной коробки, при стрельбе она удерживается пружинной защелкой и остается неподвижной. Окно для выброса стреляных гильз расположено справа. Флажковый предохранитель, который поворачивается на 180 градусов, находится на ствольной коробке слева и имеет три позиции: переднее «А» — непрерывный огонь, заднее «О» — одиночные выстрелы, «П» (посередине) — предохранитель. Прицельные приспособления открытого типа.
На оружие могут монтироваться глушитель Г-ПП-93 и лазерный целеуказатель ЛП-93.

## На вооружении
- Россия — находится на вооружении отдельных спецподразделений[2] (ОМОН) и вневедомственной охраны МВД РФ[5], сотрудников ФГУП «Охрана» МВД РФ[6], ведомственной охраны[7], ФГУП «Главный центр специальной связи» и инкассаторов[8].
- Беларусь — используется бойцами ССО РБ[9].
- Монголия — используется бойцами сил специальных операций[10][11].